# Alfonso Márquez de la Plata
Alfonso Márquez de la Plata Yrarrázaval (Santiago, 19 de julio de 1933-ibíd., 22 de abril de 2014) fue un empresario, ingeniero agrónomo, dirigente gremial y ministro de Estado durante la Dictadura militar.

## Infancia y juventud
Fue hijo del arqueólogo e historiador Fernando Márquez de la Plata Echenique y de Rosa Yrarrázaval Fernández (prima del poeta Vicente García-Huidobro Fernández, más conocido como Vicente Huidobro).
En 1939, luego de un viaje a Europa frustrado por el comienzo de la Segunda Guerra Mundial, su familia se radicó en Buenos Aires, Argentina, donde estudió en el Colegio de los Hermanos Maristas.
Al volver a Chile cursó sus estudios en el Saint George's College de la capital, del que egresó en 1950. Entre 1951 y 1954 estudió la carrera de agronomía en la Pontificia Universidad Católica, recibiendo en 1956 su título de ingeniero agrónomo.

### Matrimonio e hijos
Se casó en 1957 con Luz Cortés Heyermann y tuvo dos hijos: María de la Luz y Alfonso. Tenía nueve nietos al momento de su muerte.

## Actividad empresarial y gremial
Desde su regreso de la universidad, trabajó en el rubro agrícola y forestal en el fundo Carén, de la comuna de Mostazal.
Fue uno de los fundadores de la Asociación de Ingenieros Agrónomos y Veterinarios de Rancagua (entre 1956 y 1969), así como de la Cooperativa de Agricultores de la Región de O’Higgins.
Entre 1963 y 1967 fue regidor de Mostazal, además de integrar la Asociación de Fruticultores del Centro.
En 1968 se le designó director de la Sociedad Nacional de Agricultura (SNA). En 1969 fue elegido vicepresidente de la entidad, y en abril de 1973 se le eligió presidente de la misma. Durante ese periodo, y asociado con otros gremios de la Confederación de la Producción y el Comercio, promovió la creación del primer banco de fomento de Chile, además del primer banco agrícola. También comenzó a publicarse el Boletín Económico de la SNA. En 1977 se creó la Corporación de Desarrollo Social del Sector Rural.
Renunció al cargo en 1977. Entre ese año y el siguiente ejerció como presidente del Banco de Santiago.
Desde 1981 hasta 1983 fue director del Banco de Crédito e Inversiones (Bci), de la AFP Provida y de la Compañía de Cervecerías Unidas (CCU).

## Rol en el Estado
En 1978 fue designado ministro de Agricultura por Pinochet, ocupando el cargo hasta diciembre de 1980.
Desde marzo de 1981 integró la Cuarta Comisión Legislativa, hasta su renuncia, en agosto de 1983. Posteriormente fue nombrado ministro secretario general de Gobierno, y luego sería ministro del Trabajo y Previsión Social entre noviembre de 1984 y octubre de 1988.
También ejerció como ministro del interior subrogante entre el 26 de agosto y el 3 de septiembre de 1983, además del 14 de abril de 1984.
Desde 1989 hasta junio de 1992, ya en democracia, fue presidente del Consejo Nacional de Televisión de su país.

## Otras actividades
En 2005 se le nombró director honorario de la SNA para el período 2005-2007.
Márquez fue dueño de la Editorial Maye, que publica principalmente libros relacionados con la historia de Chile durante los períodos de la Unidad Popular y la dictadura militar.
Hasta su muerte integró el directorio de la Fundación Presidente Pinochet, además de ser director de la Universidad Mayor. Falleció en la Clínica Alemana de Santiago a la edad de 80 años producto de una neumonía.

## Obras
| Título                       | Año  | ISBN               |
| ---------------------------- | ---- | ------------------ |
| El salto al futuro           | 1992 | ISBN 956-12-0677-3 |
| El gobierno ideal            | 1993 |                    |
| Mirando al futuro            | 1998 | ISBN 956-274-065-X |
| Una persecución vergonzosa   | 2001 |                    |
| El peligro totalitario       | 2002 | ISBN 956-7855-03-X |
| Cinco presidentes y el poder | 2006 | ISBN 956-8433-02-3 |